# Ли, Рональд
Ро́нальд Ли (англ. Ronald Lee; 1934, Монреаль, Квебек — 25 января 2020) — цыганский канадский писатель, автор учебника цыганского языка и преподаватель цыганской культуры. Представитель цыганской общины Канады.

## Биография
Мать писателя была из семьи британских цыган Ли, эмигрировавших в Канаду. Отец — музыкантом-котляром из Европы. После свадьбы он взял фамилию жены, поскольку его собственная, российского происхождения, вызывала подозрения и нездоровый интерес у чиновников.
В 1939 году он посещал родственников матери в Великобритании и в связи с начавшейся Второй мировой войной задержался там. В Канаду он вернулся в 1945 году.
Там он работал вместе с дядей в парках развлечений. Посещал вечернюю школу. В 18 лет прибился к котлярскому табору и отправился в кочевье. Члены табора зарабатывали на жизнь лужением и изготовлением посуды. Обучился этому ремеслу и Рональд.
Бросив кочевье, Ли начал посещать курсы журналистики и успешно их окончил. Также он много занимался самообучением.
В 1971 году был опубликован роман Рональда Ли Goddam Gypsy (с англ. — «Чёртов цыган»). После этого некоторое время работал журналистом. Примерно с этого же времени Ли начал читать лекции по культуре цыган.
Стал инициатором создания и одним из основателей Roma Community and Advocacy Centre (в 1997, Торонто) и Western Canadian Romani Alliance (в 1998, Ванкувер)
В 2005 году Рональд Ли выпустил учебник котлярского диалекта цыганского языка «Learn Romani». В 2009 — книгу E Zhivindi Yag (с цыг. — «Живой огонь»), которая фактически является переизданием книги «Чёртов цыган».
Работал с цыганскими студентами в Новом Колледже Университета Торонто.
Скончался 25 января 2020 года.